# Ґурка (Сьремський повіт)
Ґурка (пол. Górka) — село в Польщі, у гміні Бродниця Сьремського повіту Великопольського воєводства.
Населення — 282 особи (2011).

## Демографія
Демографічна структура станом на 31 березня 2011 року:
|          | Загалом | Допрацездатний вік | Працездатний вік | Постпрацездатний вік |
| -------- | ------- | ------------------ | ---------------- | -------------------- |
| Чоловіки | 142     | 34                 | 98               | 10                   |
| Жінки    | 140     | 34                 | 86               | 20                   |
| Разом    | 282     | 68                 | 184              | 30                   |